# Big Dig
O Big Dig é o nome não-oficial da Central Artery/Tunnel Project (CA/T), um megaprojeto que transformou Interstate 93, a principal estrada no coração de Boston, em um túnel sob a cidade com 5,6 quilômetros. O projeto também incluiu a construção do túnel Ted Williams (ampliação da Interstate 90 que levava ao Aeroporto Internacional Logan), o Leonard P. Zakim Bunker Hill Memorial Bridge sobre o rio Charles, e o Rose Kennedy Greenway no espaço deixado pela antiga pista elevada I-93. Inicialmente, o plano também incluía uma ligação ferroviária entre os dois principais terminais de trem Boston. O projeto foi concluído em 31 de dezembro de 2007, quando a parceria entre o gestor do programa, Bechtel/Parsons Brinckerhoff, e o Massachusetts Turnpike Authority terminou.
The Big Dig foi o projeto de rodovia mais caro dos Estados Unidos. Embora o projeto foi estimado em 1985 em US$ 2,8 bilhões (em 1982, E.U. $ 6,0 bilhões ajustados para a inflação em 2006; mais de 14,6 bilhões (8,08 bilhões em 1982) de impostos federais e estaduais a partir de 2006. Em 17 de julho de 2008 um artigo no The Boston Globe afirmou: "Ao todo, o projeto terá um custo adicional de US$ 7 bilhões de juros, elevando o total para a estrondosa cifra de US$ 22 bilhões, de acordo com uma revisão feita pela [Boston] Globe de centenas de documentos do estado. [O projeto] Não será pago até 2038." No início do projeto, o congressista Barney Frank perguntou: "Em vez de abaixar a via expressa, não seria mais barato para elevar a cidade?"
O projeto tem efetuadas detenções penal, devido à escalada dos custos, a mortes e as acusações de má execução e utilização de materiais precárias.
O procurador-geral de Massachusetts está exigindo que dos contribuintes contratantes restituição de 108 milhões dólares por "trabalho malfeito". Em 23 de janeiro de 2008, foi noticiado que a Bechtel / Parsons Brinckerhoff, o consórcio que supervisionou o projeto, pagaria 407 milhões em indenização pela fiscalização deficiente dos subempreiteiros (alguns dos quais cometeram fraudes), bem como se assume como principal responsável pela morte de um motorista.
No entanto, apesar de admitir a fiscalização deficiente e negligência como parte do acordo, a empresa não está impedida de concorrer em licitação para contratos com o governo no futuro.

## Origem
Este projeto foi desenvolvido em resposta ao congestionamento de tráfego nas ruas historicamente emaranhadas de Boston, que foram estabelecidos muito antes do advento do automóvel.
Em meados do século XX o tráfego de automóvel no centro da cidade era extremamente congestionado, especialmente para as viagens na direção norte-sul.
O Comissário das Obras Públicas, William Callahan, ficou encarregado de criar planos para uma via expressa elevada, o que acabou sendo construída entre a zona baixa e a zona portuária. Esta "Central Artery" (conhecido oficialmente como o John F. Fitzgerald Expressway) deslocou milhares de moradores e empresas, e deixou fisicamente dividida a ligação entre o centro histórico da cidade e áreas do mercado e do mar.
O governador John Volpe intercedeu na década de 1950 para enviar a última seção do subsolo da Artéria Central, através Dewey Squre Tunnel(ou "Estação Sul"); embora o tráfego tenha melhorado um pouco, os demais problemas permaneceram. Houve congestionamento crónico na artéria Central (I-93), uma rodovia elevada de seis pistas que atravessa o centro da cidade de Boston, foi, nas palavras de Pete Sigmund, "como um funil cheio de carros se movimentando lentamente ou parado (além de motoristas enfurecidos)."
Em 1959, 2,4 km das estradas de Boston recebiam aproximadamente 75.000 veículos por dia, mas na década de 1990, este número saltou para 190.000 veículos por dia. Engarrafamentos de 16 horas já estavam previsto para 2010.
Construído sob rigorosas normas federais as Interstate Highway foram desenvolvidas durante o governo de Dwight D. Eisenhower, a via expressa ficou repleta de curvas apertadas, um número excessivo de entradas e saídas, rampas de entrada, pistas sem intercalação e um crescente número de veículos de cargas.
As empresas locais queriam alivio, os historiadores procuraram uma reunificação da beira-mar com a cidade, e os residentes nas proximidades desejavam a remoção do verde fosco da estrada elevada, que o prefeito Thomas Menino chamou de "Outro mostro verde de boston".
O engenheiro do Instituto de Tecnologia de Massachusetts, Bill Reynolds e (o eventual secretário estadual de Transportes) Frederick P. Salvucci pensaram e chegaram na conclusão que o melhor seria uma via expressa subterrânea.